# 野田学園中学校・高等学校
野田学園高等学校・野田学園中学・高等学校（のだがくえんこうとうがっこう・のだがくえんちゅうがく・こうとうがっこう）は、山口県山口市野田にある私立中学校・高等学校。学校法人野田学園が設立・運営している。
学園長は牛見正彦である。

## 沿革
（沿革節の主要な出典は公式サイト）
- 1877年（明治10年） - 山口市大殿大路に（村尾）裁縫所を設立。
- 1902年（明治35年） - 私立村尾女子裁縫学校に改称。
- 1920年（大正9年） - 山口市野田に移転、野田女学校に改称。
- 1927年（昭和2年） - 野田高等女学校に改称。
- 1948年（昭和23年） - 野田学園高等学校に改称。
- 1952年（昭和27年） - 野田学園幼稚園を設置。
- 1963年（昭和38年） - 高等学校男子部を設置。
- 1983年（昭和58年） - 野田学園中学校を設置（再開）。
- 2007年（平成19年） - 中高一貫教育開始、週6日制導入。山口県立大学と「高大連携事業に関する協定」を締結。
- 2008年（平成20年） - 戸田建設・技工団共同企業体によって新校舎（第一期増築工事）が竣工。
- 2009年（平成21年） - 山口東京理科大学と「交流協力協定」を締結。第2体育館が竣工。

## 一貫部
1学年から6学年まである。
医進コース・探究コース・グローバル探究コースを設置している。
学校内組織として探究学習のサポートや学校行事の運営を行う探究リーダーがある。

## 高等部
1学年から3学年まである。
未来創造コース・特別進学Aコース・特別進学Sコースを設置している。

## クラブ活動
以下の部があるが、卓球部、テニス部、バスケットボール部、剣道部、美術部、合唱部、映画部、インターアクト部、ライフル射撃部などは特に活発である。
男子卓球部はスポーツ特待生制度が廃止された仙台育英学園高等学校系列の秀光中等教育学校より監督と共に部員が転校してきたのをきっかけに、2010年の第37回全国高等学校選抜卓球大会（高校選抜）に初出場初優勝、同年の第79回全国高等学校総合体育大会卓球競技大会（高校総体）で団体（学校対抗）が準優勝、ダブルスで平野友樹・吉村真晴組が優勝（シングルスも別選手2名が3位入賞）等の実績を残す。また第65回国民体育大会卓球競技では男子卓球部が山口県少年男子代表として出場し優勝した。
- 合唱部
- 映画部
- 美術部
- 書道部
- 茶華道部
- インターアクトクラブ
- 家庭科部
- 英語部
- クイズ研究会
- 男子バレーボール部
- 女子バレーボール部
- 男子バスケットボール部
- 女子バスケットボール部
- バドミントン部
- ハンドボール部
- サッカー部
- 女子ソフトテニス部
- 男子硬式テニス部
- 陸上部
- 弓道部
- 剣道部
- ライフル射撃部
- 卓球部
- 箏曲部
- 科学部
- ダンス部

## レノファ山口FCとの関係
2015年よりプロサッカークラブJ2リーグに所属しているレノファ山口FCと提携しており、U-18部門に所属する選手は当校に在籍する事を原則としている。またサッカー部とは別組織にあたる。概要はレノファ山口FC#アカデミー及び、前身組織にあたるレオーネ山口の項目を参照。

## 著名な出身者
- 平野友樹：卓球選手
- 吉村真晴：卓球選手
- 戸上隼輔：卓球選手
- 有延大夢：卓球選手
- 海野康志郎：競艇選手（中途退学）
- 德田聡一朗：フジテレビアナウンサー
- 伊東稜晟：サッカー選手
- 河野孝汰：サッカー選手
- 末永透瑛：サッカー選手
- 熊川悠司：大日本プロレス リングアナウンサー
- 田川伸治：元DEENギタリスト

## 最寄駅
- JR西日本山口線: 上山口駅

## 周辺
- 今八幡宮
- 豊榮神社・野田神社
- 山口市菜香亭
- 雲谷庵跡
- 瑠璃光寺